# Maryborough (Queensland)
Maryborough is een stad aan de Mary-rivier in het zuidoosten van Queensland, Australië. De plaats ligt ongeveer 300 kilometer ten noorden van Brisbane en is bereikbaar via de Bruce Highway. Volgens de telling van 2004 heeft het een populatie van ongeveer 26,000 inwoners. Maryborough heeft een goede band met haar buurstad, Hervey Bay, dat ongeveer 30 kilometer in noordoostelijke richting ligt. Samen vormen ze het beroemde gebied, de Fraser Coast dat momenteel een van de snelst groeiende regio's van het land is.

## Geschiedenis
Maryborough werd ontdekt in 1847 en werd in 1861 een gemeente. In 1905 kreeg Maryborough stadsrechten. Tijdens de negentiende eeuw was de stad een belangrijke haven naar het vasteland voor immigranten van over de hele wereld die zich in Queensland wilden vestigen. De stad heeft door de jaren heen veel industrieën gekend, producten hiervan waren onder andere goud, wol, hout en suiker.
Omdat de Mary-rivier zo'n uitgestrekte monding heeft is er zelfs over nagedacht de stad te benoemen tot hoofdstad van de staat. Uiteindelijk is dit Brisbane geworden.

### Mary
De stad en de rivier zijn in 1847 vernoemd naar Lady Mary Lennox (1790 - 1847) de vrouw van Sir Charles Augustus Fitzroy, de gouverneur van New South Wales. Lady Mary is kort na deze vernoeming overleden bij een ongeluk met haar koets.

### De pest
De enige uitbraak van de pest in Australië was in 1905 in Maryborough. In die tijd was Maryborough de grootste haven van Queensland – een logistiek centrum voor wol, hout, vlees en andere handelsproducten. Een vrachtschip uit Hongkong waarop de plaag heerste meerde aan in Maryborough. Rond dat moment nam een werknemer van de scheepswerf, Richard O'Connell, wat stof mee zodat zijn kinderen erop konden slapen. Uiteindelijk stierven vijf van zijn zeven kinderen, twee verpleegsters en een buurvrouw aan de ziekte. Gelukkig zijn er daarna geen andere gevallen meer geconstateerd. Wel bracht het voorval een golf van angst, paniek en hysterie op gang. Een grote menigte keek toe hoe het huis van de O'Connells tot de grond toe afgebrand werd door gezondheidsambtenaren. Bij het stadhuis werd een herdenkingsfontein geplaatst om de overleden verpleegsters te herdenken.

## Economie en industrie
Toerisme is tegenwoordig een belangrijke bron van inkomsten van de stad. Maryborough bestaat uit karakteristieke gebouwen en veel cultureel erfgoed. De stad heeft veel beschermde gebouwen uit de negentiende en twintigste eeuw, waaronder het postkantoor en het Customs House.
Het belangrijkste bedrijf is tegenwoordig EDI Rail, voorheen Walkers Limited. Dit is een bedrijf dat rails en locomotieven produceert voor de spoorwegen van Queensland.
Veel inkomsten worden ook gehaald uit de verschillende boerderijen en voedselindustrieën in en rond de stad, zoals de visserijen. Daarnaast heeft de stad altijd een bloeiende houtindustrie gehad. Hyne & Son, een van de grootste producten van houten producten in Australië is er bijvoorbeeld gehuisvest.

## Ecologie
In de omgeving van Maryborough leven allerlei zeldzame en beschermde diersoorten, zoals de Red Crested Black Cockatoo.

## Bekende inwoners
Maryborough is de geboorteplaats van P.L. Travers, auteur van de Mary Poppins boeken. Wielrenster Kristina Clonan is in 1998 geboren in de plaats.
Hoofdstad: Brisbane

Steden: Bundaberg · 
Cairns · 
Caloundra · 
Charters Towers · 
Gladstone · 
Gold Coast · 
Hervey Bay · 
Ipswich · 
Logan · 
Mackay · 
Maryborough · 
Mount Isa · 
Rockhampton · 
Thuringowa · 
Toowoomba · 
Townsville